# Višja stomatološka šola Maribor
Višja stomatološka šola Maribor (krajše VSŠ Maribor) je nekdanja višja šola v Mariboru in članica Združenja visokošolskih zavodov Maribor, ki je izobraževala študente po programu višji dentist, z namenom omiliti izredno pereče pomanjkanje zobnih terapevtov. Šola je delovala med leti 1960 in 1970. 

## Zgodovina

### Ustanovitev
Okrajni ljudski odbor Maribor (OLO Maribor) je leta 1960 ustanovil podkomisijo, ki naj bi pripravila vse potrebno za ustanovitev Višje stomatološke šole v Mariboru. Po pripravi elaborata in drugh strokovnih podlag je OLO Maribor poslal Svetu za zdravstvo popolen elaborat za Višjo stomatološko šolo in tudi za 1. in 2. letnik študija splošne medicine.
Šolo je na predlog Izvršnega sveta s sprejetjem zakona 24. 6. 1960 ustanovila Skupščina SR Slovenije  in tako je že 5. oktobra istega leta sprejela prve študente in začela z delovanjem. Izvršni svet je za prvega direktorja imenoval zobozdravika primarija dr. Aleksandra Stergerja. To je bila prva medicinska šola na 1. stopnji fakultetnega
študija, ki je bila ustanovljena na pobudo Medicinske fakultete
v Ljubljani in Sveta za zdravstvo Republike Slovenije.
Otvoritvena slovesnost šole je potekala skupaj z Višjo agronomsko in Višjo pravno šolo dne 3. 10. 1960 v prostorih Višje agronomske šole ob prisotnosti takratnega predsednika izvršnega sveta LRS Borisa Kraigherja.

### Prostori
Višja stomatološka šola se je na začetku delovanja soočala z velikim pomanjkanjem prostorov. Gostovala je v več
zgradbah; sedež in predavalnico je imela v prostorih Zavoda
za socialno zavarovanje na Sodni ulici, drugo predavalnico, inštitute in oddelek za klinično stomatologijo pri bolnišnici kot tudi pouk iz biologije in anatomije s histologijo v montažni zgradbe na območju bolnišnice, vaje iz fizike in kemije v laboratorijih Višje tehniške šole, laboratorije za predklinično protetiko pa v prenovljenem provizoriju ob
mestnem parku. 
Decembra leta 1964 je šola dobila najsodobneje opremljene
prostore v lastni zgradbi na Žitni ulici 15 na Taboru, kjer je danes sedež Fakultete za zdravstvene vede Univerze v Mariboru.  

### Vodstvo
Šolo je vodil direktor. Šolo sta v času njenega delovanja vodila dva direktorjaː
- prim. Aleksander Sterger (1960-1966) in
- prim. Milan Jež (1966-1970).

## Študij
Študij na Višji stomatološki šoli se je začel v študijskem letu 1960/61, ko je šola sprejela prve študente. V prvi semester v prvem letu študija na šoli se je vpisalo 171 slušateljev, od tega
99 rednih in 72 izrednih. V času delovanja je na šoli diplomiralo 278 stomatologov.

### Predmetnik
V času ustanovitve šole, je bil z reformo študij stomatologije razdeljen na dve stopnji. Prva, ki je trajala šest semestrov in se je končala z diplomo višjega dentista, in dodatno druga s štirimi semestri in diplomo doktorja stomatologije. S tem načinom študija je bila dana možnost šolanja zobozdravstvenih terapevtov na prvi tj. višješolski stopnji, ki je potekala tudi na Visoki stomatološki šoli.   
Šolanje je trajalo tri leta, s pridobitvijo naziva višji dentist. Predmetnik in učni načrti so bil povsem prilagojeni prvostopenjskemu študiju stomatologije na Medicinski fakulteti v Ljubljani. Učni predmeti so se delili na predklinični in na klinični del. Dve tretjini študija na VSŠ je bil namenjen prektičnemu delu. Splošne in medicinske predmete so se študentje učili v predkliničnem obdobju študija  v ustreznih oddelkih in inštitutih šole. Stomatološke predmete so v predkliničnem delu vadili v fontomskem laboratoriju, klinični del praktičnega študija splošnih medicinskih predmetov pa so opravljali v ustreznih oddelkih mariborske bolnišnice.
Po končanju so lahko diplomanti nadaljevali šolanje na Medicinski fakulteti v Ljubljani smer stomatologija ali se zaposlili. Višji dentist je opravljal podobno delo kot zobozdravnik, brez nekaterih kirurških in določenih specialističnih storitev.

### Predavatelji
Ob ustanovitvi je imela šola dva redna predavatelja in dva strokovna sodelavca ter štiri redne administrativno-tehnične delavce. Vsi ostali so delali pogodbeno in so prihajali iz zdravstvenega doma, splošne bolnišnice, višjih šol v Mariboru in MF v Ljubljani.   
Prvi direktor šole Aleksander Sterger je predaval predmeta morfologija zob in snemna protetika, njegov naslednik Milan Jež pa predmete uvod v stomatologijo, zobne bolezni in pedontologija. Med ostalimi so na šoli predavali tudi: prim. Marjan Pocajt (normalna morfologija), prim. Mirko Birsa (interna medicina in nalezljive bolezni), prof. dr. Rajko Sedej (fiksna protetika), prof. dr. Milan Černelč (osnove fiziologije), prim. Ciril Vreča (ustna kirurgija in ustne bolezni), prim. Anton Homan (patološka anatomija in sodna medicina),  prim. Valentin Kuščar (patološka anatomija in sodna medicina), prof. dr. Valter Krušič (mladinsko zobozdravstvo), prof. dr. Niko Jesenovec (fiziološka kemija) in številni drugi.

## Prenehanje delovanja
Višja stomatološka šola, ki je bila med
vsemi mariborskimi šolami takrat najsodobneje
opremljena, je prenehala z delovanjem leta 1970 z
obrazložitvijo, da medicinska doktrina zahteva
tudi za zobozdravstveni kader samo fakultetno
izobražene strokovnjake. Študentje so imeli možnost opravljanja študijskih obveznosti po veljavnem učnem načrtu še do 31. 3. 1971. Del prostorov šole so po ukinitvi še nekaj časa uporabljali kot stomatološke ambulante, kasneje pa je stavbo v celoti prevzela Univerza v Mariboru. 

## Prihodnost
Zaradi pomanjkanja zobozdravstvenega kadra so na Medicinski fakulteti Univerze v Mariboru v prihodnosti napovedali ponovno uvedbo študija stomatologije, s čimer se bo nadaljevala tradicija nekdanje Višje stomatološke šole.